# Hegesandre
Hegesandre (en grec antic: Ἡγήσανδρος, llatí: Hegesander) fou un historiador grec natural de Delfos. La seva època es desconeix, però és posterior a Antígon II Gònates (283-239 aC).
Va escriure dues obres:
- ὑπομνήματα (Comentaris), en sis llibres, segons Ateneu de Nàucratis
- ὑπόμνημα ἀνδριάντων καὶ ἀγαλμάτων, sobre estàtues.[1]